# İsmet İnönü
Mustafa İsmet İnönü (IPA: [mustaˈfa isˈmet ˈinøny]) (Smirne, 24 settembre 1884 – Ankara, 25 dicembre 1973) è stato un generale e politico turco.
Primo ministro dal 1923 al 1924 e dal 1925 al 1937, fu dopo Mustafa Kemal Atatürk il massimo artefice delle riforme modernizzatrici dello Stato. Alla morte di Mustafa Kemal nel 1938 divenne presidente della repubblica fino al 1950. Divenne nuovamente primo ministro dal 1961 al 1965 dopo un colpo di Stato militare. Fu leader del Partito Popolare Repubblicano, dalla morte di Ataturk fino al 1972.

## Biografia
İsmet İnönü nacque a Smirne, nell'allora Turchia ottomana, il 24 settembre del 1884, figlio di Hacı Reşit, un magistrato curdo originario di Malatya (nell'odierna Anatolia Orientale), e di Cevriye (nota poi, a seguito della legge sul cognome del 1934, come Cevriye Temelli), appartenente ad un'illustre famiglia turca originaria di Razgrad (nell'allora Bulgaria ottomana). Nel 1903, İnönü divenne ufficiale di artiglieria; nel 1906 divenne capitano ed entrò nello stato maggiore e tra il 1908 e 1909 partecipò alla rivolta dei Giovani Turchi. Nel 1913 fu nominato capo della prima sezione dello Stato Maggiore e negli ultimi mesi dello stesso anno fece parte della delegazione turca che trattò la pace con i bulgari.

### Generale

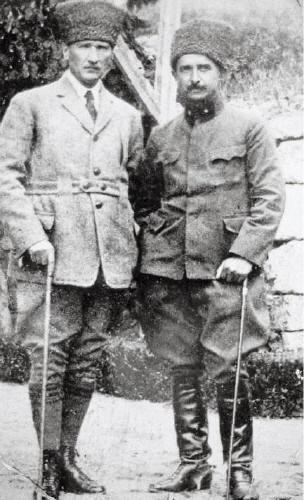
İnönü con Atatürk

Nel corso della prima guerra mondiale, diventato generale, comandò un corpo d'armata in Palestina; nel 1918 fu nominato sottosegretario di Stato e fece parte della commissione che trattò i termini dell'armistizio. Nel 1919 aderì alla rivolta di Kemal Pascià ed entrò nell'Accademia Nazionale.
Capo di stato maggiore dell'esercito turco dal 1920 al 1921, nella guerra d'indipendenza turca ebbe il comando del fronte occidentale e combatté contro i greci e nel gennaio e marzo 1921 riportò ad İnönü due importanti vittorie.
Dopo aver firmato nell'ottobre 1922 l'armistizio di Mudanya, divenne ministro degli esteri e nel 1923 capeggiò la delegazione turca alle trattative che condussero al trattato di Losanna (luglio 1923).

### Primo ministro

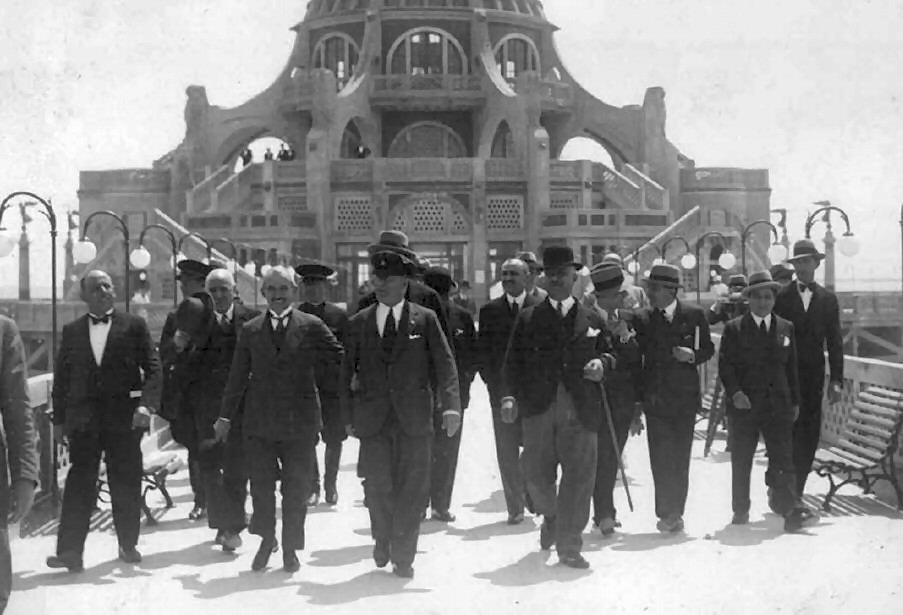
Benito Mussolini riceve il primo ministro turco İsmet Pascià in visita ufficiale di Stato in Italia; nella foto sono al Lido di Ostia (1932)

Grazie al prestigio così acquisito divenne, naturalmente dopo Atatürk, la massima personalità politica della neonata repubblica, ricoprendo la carica di primo ministro dall'ottobre del 1923 al novembre 1924 e dal 1925 al 1937. A causa della sua carriera militare, fino al 1934 fu conosciuto come İsmet Pascià (generale İsmet), ma quando venne varata la legge sull'anagrafica all'occidentale si scelse come cognome "İnönü", dall'omonima città dell'Anatolia nord-occidentale dove, nel 1921, aveva condotto le truppe turche alla vittoria in due importanti battaglie della guerra d'indipendenza turca.

### Presidente
L'11 novembre 1938, dopo la morte di Atatürk, divenne presidente della Repubblica e del Partito Popolare Repubblicano. Dinanzi al profilarsi dell'imminente scoppio della seconda guerra mondiale, assunse un profilo neutralista ma, nel 1939, stipulò con la Francia ed il Regno Unito un patto di mutua assistenza che prevedeva l'entrata in guerra della Turchia in caso di battaglie nel Mediterraneo orientale, apparentemente sconfessata dalla successiva stipula, nel giugno del 1941, d'un trattato di amicizia con la Germania nazista. Con l'inoltrarsi sempre più indefesso del conflitto, si sforzò di mantenersi sufficientemente equidistante dai campi in lotta, nonostante i nazisti lo premessero affinché entrasse in guerra contro gli inglesi, così da rioccupare i possedimenti britannici mediorientali in nome delle potenze dell'Asse; alla fine però, dopo l'esser stato rieletto presidente l'8 marzo 1943, s'allineò definitivamente col fronte degli Alleati (pur non prendendo attivamente parte ad alcuna manovra bellica).
Dopo la guerra, spinto dagli anglo-americani e contro la volontà del suo stesso partito, riuscì a far introdurre il multipartitismo e, nel 1946, alle prime elezioni ottenne la maggioranza. Nel 1950, però, perse le elezioni contro Celâl Bayar, principalmente a causa dei pessimi risultati della gestione statalista dell'economia, rimanendo pertanto il capo dell'opposizione.

### Il ritorno al governo
Dopo un colpo di stato dell'esercito turco nel 1960, con le elezioni del 1961 fu richiamato nuovamente come primo ministro, restandovi fino al 1965; durante questo mandato, attuò un riavvicinamento strategico all'URSS, grazie a cui se ne poté garantire l'appoggio per la questione di Cipro. Rimase membro dell'Assemblea nazionale fino al 1972.

## Vita privata

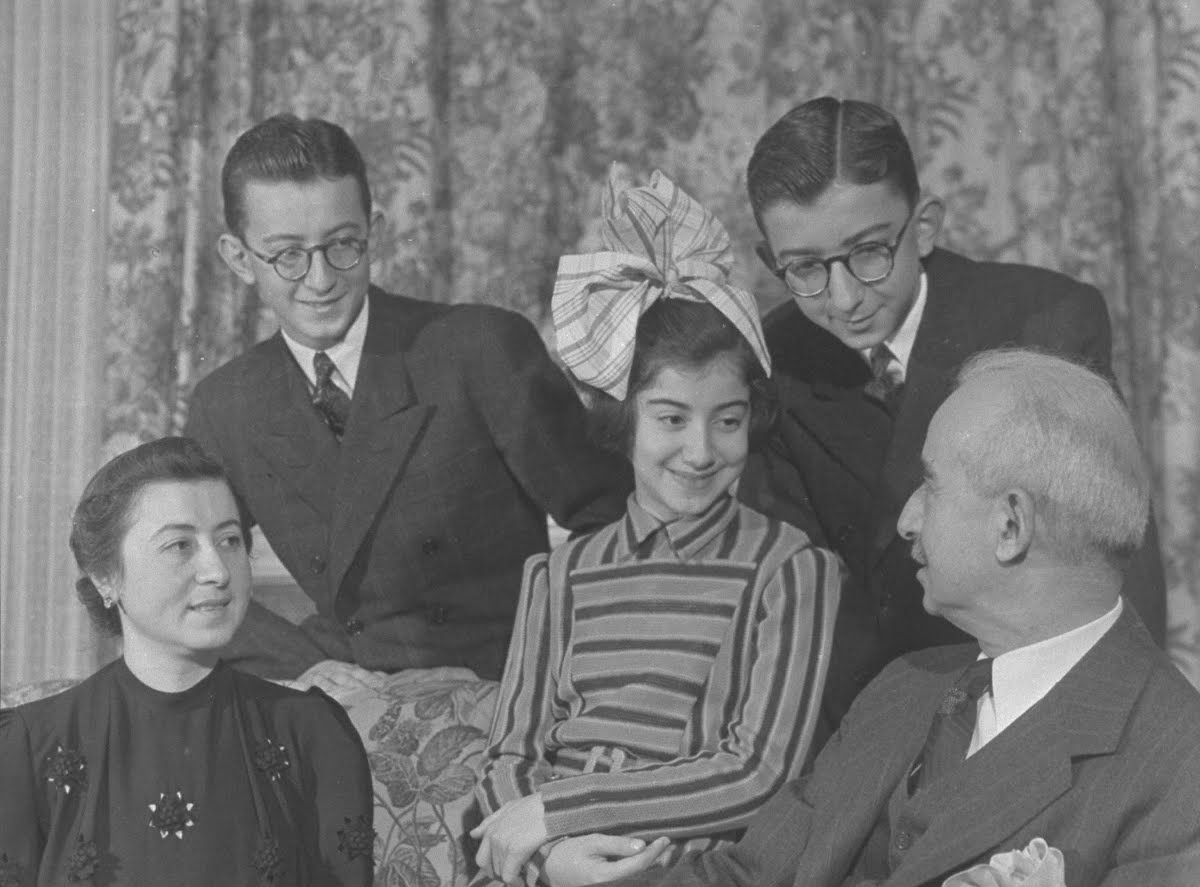
Inönü con la moglie e i figli, da sinistra verso destra: Ömer, Özden e Erdal.

Inönü sposò Emine Mevhibe Hanim il 13 aprile 1916, tre settimane prima di partire per il fronte durante la prima guerra mondiale, da cui fece ritorno solo nel 1918, a conflitto concluso.
Insieme ebbero tre figli e una figlia:
- Izzet Inönü (1919 - 1921)
- Ömer Inönü (1924 - 2 marzo 2004). Sposò Engin Ögelman il 4 settembre 1952 ed ebbero due figli, Hayri ed Eren.
- Erdal Inönü (6 giugno 1926 - 31 ottobre 2007). Politico, fisico e accademico. Sposò Sevinç Sohtorik nel 1957.
- Özden Inönü (n. 7 febbraio 1930). Sposò il giornalista Metin Toker il 9 febbraio 1955 ed ebbero due figlie e un figlio, Nurperi, Ayşe Gülsün e Güçlü Toker.